# サタデーウオッチ9
『サタデーウオッチ9』（読み：サタデーウオッチナイン、英語：Sat. WATCH 9）は、NHK総合テレビジョンで2022年（令和4年）4月2日から生放送されている『NHKニュース』の報道番組である。

## 概要
2006年（平成18年）開始の『ニュースウオッチ9』の土曜日版として開始するもので、「週末の夜にくつろいでニュースを見たい」というニーズに答え土曜日に発生した最新ニュースに加え、月曜から金曜の放送では伝えることが出来なかったニュースや情報も伝える。
これに伴い、同時間帯で交互に放送してきた『土曜ドラマ』と『NHKスペシャル』は、1時間繰り下がった直後の22時台（22時 - 22時50分）に移行。20時45分 - 21時に放送してきた『ニュース・気象情報』は、直前の20時50分 - 20時55分にローカルニュースのみを放送する形態に変更し、土曜日のスポーツニュースとして放送してきた『サタデースポーツ』と共に当番組へ吸収・統合される。
開始に先立ち、2021年11月23日（勤労感謝の日）に『ニュースウオッチ9特別版』として、1回目のパイロット版が放送された（キャスター和久田麻由子、ゲスト牛窪恵）。内容は、その日のニュース、「変わる働き方」や「副業」についての特集、Bizトレ、推しプレ!、フラッシュニュース、気象情報、スポーツニュースの順に放送した。その後、2022年2月26日に本番組と同じ形式で、2回目のパイロット版が放送された。
『NHKニュース7』・『ニュースウオッチ9』と同様、音声多重放送による2か国語放送を実施している。
2023年4月8日放送分からユニバーサル・デザイン導入に伴い、番組内で表示されていた独自のアイコンやテロップなどが廃止され、『NHKニュース』や『NHKニュース7』など、他の報道番組と統一された。また、NHKワールド JAPANのホームページ上においても、インターネット同時配信を開始した。
2024年1月13日から同年6月29日までの間は、『総合テレビ（石川県内）同時放送』として、BS103チャンネル（旧：BSプレミアム）でもサイマル放送していた。
2024年4月6日から21時 - 22時で放送する。

### 番組キャッチコピー
- 2022年度・2023年度：「土曜の夜に『新発見』」
- 2024年度：「情報空間の『いま』が分かる!」
- 2025年度：「今がわかる、明日が見える」

## 主なコーナー

### Bizトレ
タイトルは、「Business & trend（ビジネスアンドトレンド）」を略したもの。経済部記者の長野による、経済の最新トレンドを取材・紹介する企画。

### 推しプレ!
『ニュース きん5時』（NHK大阪放送局制作）内の「全国放送されないけど自慢」とほぼ同様のコーナー。NHKの地方局1局の職員が、それぞれのローカルニュースの中から全国放送したい（推したい）ニュースを紹介（プレゼンテーション）して、実際に当番組内で全国放送する。
パイロット版では、プレゼンテーションの制限時間は100秒となっており、100秒経過すると強制終了となるルールがあった。

## 現在の出演者
特記が無いものはNHKアナウンサー。

### キャスター
- 山下毅（NHK解説委員長、元NHK報道局政治部長、元NHK熊本放送局長）（2025年4月5日 - ）
- 林田理沙（2024年4月6日 - ）

### リポーター
- 伊原弘将（2025年4月5日 - ）
- 押尾駿吾（2025年4月5日 - ）
- 竹野大輝（2025年4月5日 - ）
- 菅谷鈴夏（2025年4月5日 - ）
- 姫野美南（2025年4月5日 - ）

### スポーツキャスター
- 浅田春奈（2025年4月5日 - ）

### ゲスト
毎週1名、著名人のゲストが出演していたが、2023年度限りでゲスト出演を打ち切った。
| 放送日   | ゲスト               | 備考                                           |
| -------- | -------------------- | ---------------------------------------------- |
| 2月26日  | 壇蜜                 | パイロット版                                   |
| 4月2日   | 香取慎吾             |                                                |
| 4月9日   | ヤマザキマリ         |                                                |
| 4月16日  | 厚切りジェイソン     |                                                |
| 4月23日  | 山崎亮               |                                                |
| 4月30日  | 増田明美             |                                                |
| 5月7日   | 牛窪恵               |                                                |
| 5月14日  | 富永京子             | 立命館大学 准教授                              |
| 5月21日  | 厚切りジェイソン     |                                                |
| 5月28日  | 山崎亮               |                                                |
| 6月4日   | 真山仁               |                                                |
| 6月11日  | 牛窪恵               |                                                |
| 6月18日  | 増田明美             |                                                |
| 6月25日  | 兵頭慎治             | 防衛省防衛研究所政策研究部長                   |
| 7月2日   | 厚切りジェイソン     |                                                |
| 7月9日   | ゲストなし           | 9:30までの短縮放送                             |
| 7月16日  | 牛窪恵               |                                                |
| 7月23日  | 山﨑亮               |                                                |
| 7月30日  | 原晋                 |                                                |
| 8月6日   | トラウデン直美       |                                                |
| 8月6日   | 平原綾香             | Jupiterを生歌唱した                            |
| 8月13日  | ゲストなし           | 台風8号関連のニュースのため 9:00からの短縮放送 |
| 8月20日  | 牛窪恵               |                                                |
| 8月27日  | パトリック・ハーラン |                                                |
| 9月3日   | 原晋                 |                                                |
| 9月10日  | 為末大               |                                                |
| 9月17日  | 牛窪恵               |                                                |
| 9月24日  | 厚切りジェイソン     |                                                |
| 10月1日  | 中野信子             |                                                |
| 10月8日  | 原晋                 |                                                |
| 10月15日 | 山﨑亮               |                                                |
| 10月22日 | 増田明美             |                                                |
| 10月29日 | 今村翔吾             |                                                |
| 11月5日  | 為末大               |                                                |
| 11月12日 | 牛窪恵               |                                                |
| 11月26日 | 原晋                 |                                                |
| 12月3日  | おおたわ史絵         |                                                |
| 12月10日 | 牛窪恵               |                                                |
| 12月17日 | 今村翔吾             |                                                |
| 12月24日 | 増田明美             |                                                |

| 放送日   | ゲスト             | 備考                       |
| -------- | ------------------ | -------------------------- |
| 1月7日   | 牛窪恵             |                            |
| 1月14日  | 山崎亮             |                            |
| 1月21日  | 春香クリスティーン |                            |
| 1月28日  | 原晋               |                            |
| 2月4日   | 為末大             |                            |
| 2月11日  | 大和田史絵         |                            |
| 2月18日  | パックン           |                            |
| 2月25日  | 増田明美           |                            |
| 3月4日   | 牛窪恵             |                            |
| 3月11日  | おおたわ史絵       |                            |
| 3月18日  | ハリー杉山         |                            |
| 3月25日  |                    |                            |
| 4月1日   | 今井翔吾           |                            |
| 4月8日   | 春香クリスティーン |                            |
| 4月15日  | 厚切りジェイソン   |                            |
| 4月22日  | 増田明美           |                            |
| 4月29日  | 牛窪恵             |                            |
| 5月6日   | ゲストなし         | 9:20までの短縮放送         |
| 5月13日  | パックン           |                            |
| 5月20日  | 原晋               |                            |
| 5月27日  | おおたわ史絵       |                            |
| 6月3日   | 石山アンジュ       |                            |
| 6月10日  | 春香クリスティーン |                            |
| 6月17日  | ハリー杉山         |                            |
| 6月24日  | 今村翔吾           |                            |
| 7月1日   | 牛窪恵             |                            |
| 7月8日   | 厚切りジェイソン   |                            |
| 7月15日  | トラウデン直美     |                            |
| 7月22日  | 山崎亮             |                            |
| 7月22日  | 五箇公一           |                            |
| 7月29日  | ゲストなし         | 9:30 - 10:00までの短縮放送 |
| 8月5日   | 増田明美           |                            |
| 8月19日  | ハリー杉山         |                            |
| 8月26日  | おおたわ史絵       |                            |
| 9月2日   | 田中ウルヴェ京     |                            |
| 9月9日   | パックン           |                            |
| 9月16日  | 春香クリスティーン |                            |
| 9月23日  | 原晋               |                            |
| 9月30日  | 石山アンジュ       |                            |
| 10月7日  | 増田明美           |                            |
| 10月14日 | 牛窪恵             |                            |
| 10月21日 | 山崎亮             |                            |
| 10月28日 | 今村翔吾           |                            |
| 11月4日  | 田中ウルヴェ京     |                            |
| 11月11日 | 浜島直子           |                            |
| 11月18日 | 厚切りジェイソン   |                            |
| 12月2日  | 武井壮             |                            |
| 12月9日  | ハリー杉山         |                            |
| 12月16日 | 石山アンジュ       |                            |
| 12月23日 | 齋藤孝             |                            |

| 放送日  | ゲスト             | 備考                              |
| ------- | ------------------ | --------------------------------- |
| 1月6日  | 春香クリスティーン |                                   |
| 1月13日 | ゲストなし         | 青井実、田中正良と赤木の3名で進行 |
| 1月20日 | おおたわ史絵       |                                   |
| 1月27日 | 田中ウルヴェ京     |                                   |
| 2月3日  | 寺園淳也           |                                   |
| 2月3日  | 牛窪恵             |                                   |
| 2月10日 | パックン           |                                   |
| 2月17日 | 浜島直子           |                                   |
| 2月24日 | 今村翔吾           |                                   |
| 3月2日  |                    |                                   |
| 3月9日  | 石山アンジュ       |                                   |
| 3月16日 | 春香クリスティーン |                                   |
| 3月23日 | ハリー杉山         |                                   |
| 3月30日 | 増田明美           |                                   |

### ニュースリーダー
- 角谷直也（2024年4月13日 - ）
- 岩野吉樹（2025年4月5日 - ）
- 八田知大（2024年5月11日 - ）
- 金子峻（2024年9月21日 - ）
  - 『ニュースウオッチ9』同様に、画面には基本的に登場せずに原稿読みを行う。夜間の宿直要員を兼務し、22時55分の『NHKニュース』（全国向け）も担当する。また、トップニュースのVTRの冒頭で、「ナレーション」としてのテロップが表示される（ただし、平日版と違い、テロップに装飾が付いている）。2023年8月12日までは当日放送の18時45分の『ニュース645』（関東地方・山梨県向け）も担当していたが、翌週19日からは土曜はリポーターが担当し、リーダーの『ニュース645』担当は日曜のみとなった。尚、番組が休止の場合は土曜も担当する。（祝日は、首都圏局アナウンサーが担当）。

### 気象キャスター
- 久保井朝美（気象予報士、ウェザーマップ所属、2022年4月2日[13] - ）

## 過去の出演者
| 期間      | 期間      | メインキャスター | メインキャスター | スポーツキャスター | 気象情報   | リポーター           | リポーター           | リポーター           | リポーター | リポーター | リポーター | 経済キャスター | ニュースリーダー                        |
| 期間      | 期間      | メインキャスター | メインキャスター | スポーツキャスター | 気象情報   | 男性                 | 男性                 | 男性                 | 女性       | 女性       | 女性       | 経済キャスター | ニュースリーダー                        |
| --------- | --------- | ---------------- | ---------------- | ------------------ | ---------- | -------------------- | -------------------- | -------------------- | ---------- | ---------- | ---------- | -------------- | --------------------------------------- |
| 2022.2.26 | 2023.4.1  | 赤木野々花       | 赤木野々花       | 西川典孝           | 久保井朝美 | ホルコムジャック和馬 | ホルコムジャック和馬 | ホルコムジャック和馬 | 吉岡真央   | 吉岡真央   | 吉岡真央   | 長野幸代       | 佐藤龍文                                |
| 2023.4.8  | 2024.3.30 | 赤木野々花       | 赤木野々花       | 西川典孝           | 久保井朝美 | ホルコムジャック和馬 | ホルコムジャック和馬 | ホルコムジャック和馬 | 川口由梨香 | 川口由梨香 | 荒木さくら | 長野幸代       | 小澤康喬 利根川真也 深川仁志 江原啓一郎 |
| 2024.4.6  | 2024.8.3  | 伊藤良司         | 林田理沙         | 西川典孝           | 久保井朝美 | ホルコムジャック和馬 | ホルコムジャック和馬 | ホルコムジャック和馬 | 豊島実季   | 豊島実季   | 荒木さくら | （なし）       | 利根川真也 角谷直也 片山智彦 八田知大   |
| 2024.8.10 | 2024.9.14 | 伊藤良司         | 林田理沙         | 西川典孝           | 久保井朝美 | ホルコムジャック和馬 | ホルコムジャック和馬 | ホルコムジャック和馬 | 豊島実季   | 豊島実季   | 荒木さくら | （なし）       | 角谷直也 片山智彦 八田知大              |
| 2024.9.21 | 2025.3.29 | 伊藤良司         | 林田理沙         | 西川典孝           | 久保井朝美 | ホルコムジャック和馬 | ホルコムジャック和馬 | ホルコムジャック和馬 | 豊島実季   | 豊島実季   | 荒木さくら | （なし）       | 角谷直也 片山智彦 八田知大 金子峻       |
| 2025.4.5  | 現在      | 山下毅           | 林田理沙         | 浅田春奈           | 久保井朝美 | 伊原弘将             | 押尾駿吾             | 竹野大輝             | 菅谷鈴夏   | 姫野美南   | 荒木さくら | （なし）       | 角谷直也 岩野吉樹 八田知大 金子峻       |

### 代役キャスター
| 休業者             | 代行者（代行日）                                                                            |
| ------------------ | ------------------------------------------------------------------------------------------- |
| ニュースリーダー   | - 山田賢治（2024年1月27日、2月17日） - 小野文明（2024年2月3日） - 片山智彦（2024年2月24日） |
| スポーツキャスター | - 小宮山晃義（2022年9月3日） - 増村聡太（2022年12月3日）                                    |
| メインキャスター   | - 青井実（2022年10月29日）                                                                  |
| リポーター         | - 嶋田ココ（2022年11月26日）                                                                |
| 気象情報           | - 平井信行（2025年7月26日）                                                                 |

## テーマソング
- 初代 作曲：角野隼斗（2022年2月22日 - 2024年3月30日）[15]
- 2代目　角野隼斗『Polaris』（2024年4月6日 - ）[16]